# Fibula z Praeneste

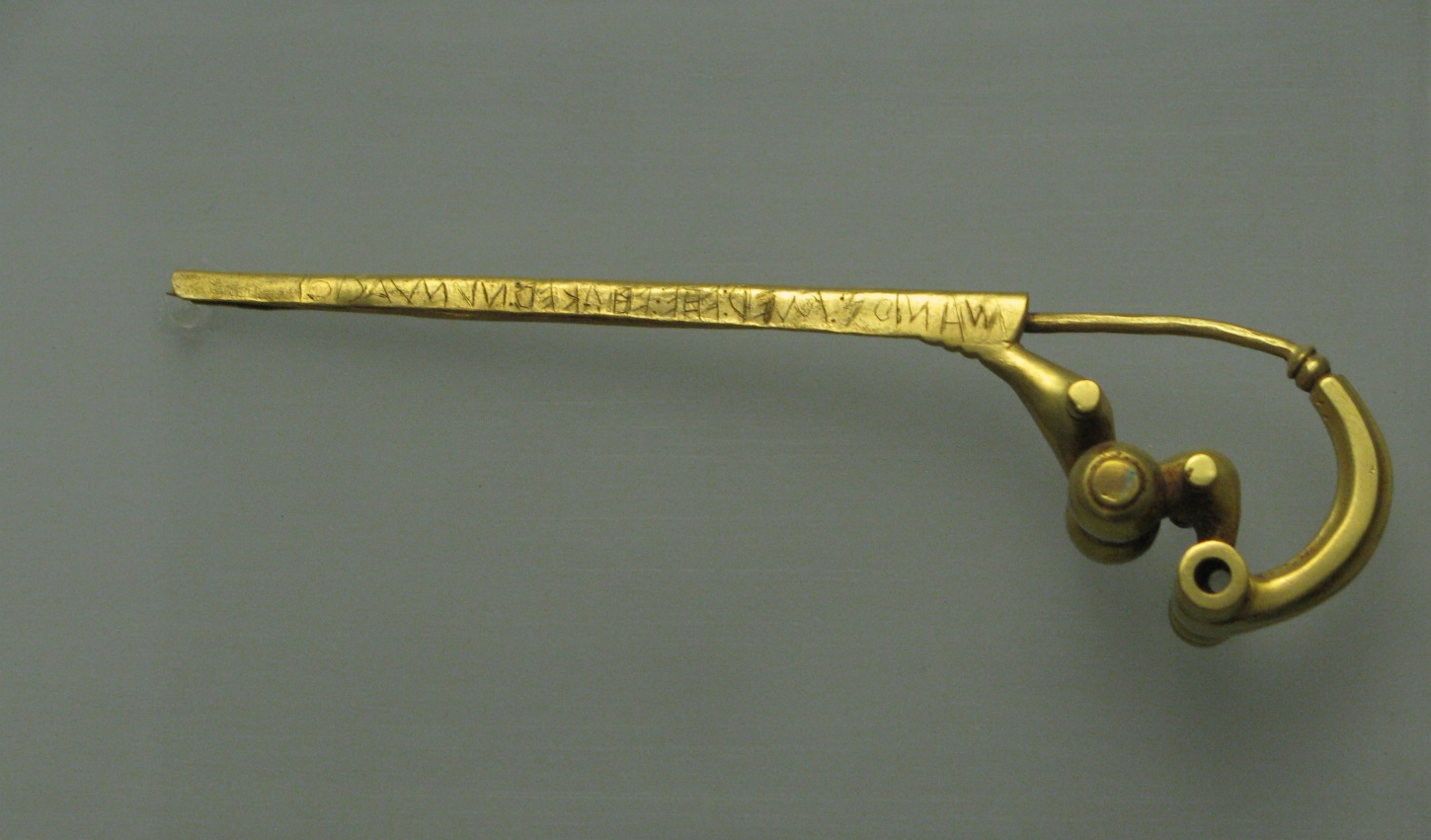
Fibula z Praeneste

Fibula z Praeneste – złota fibula datowana na ok. 600 rok p.n.e., zawierająca jedną z najstarszych inskrypcji łacińskich. Przechowywana jest w Museo nazionale preistorico etnografico Luigi Pigorini w Rzymie.
Zabytek został zaprezentowany po raz pierwszy w 1887 roku przez niemieckiego archeologa Wolfganga Helbiga, który otrzymał go od swojego przyjaciela, handlarza antykami Francesco Martinettiego. Fibula miała zostać odnaleziona dekadę wcześniej, w trakcie prac wykopaliskowych w grobowcu Bernardini w Palestrinie (starożytne Praeneste). Jej nie do końca jasne pochodzenie wzbudziło jednak wątpliwości. W 1980 roku włoska epigraf Margherita Guarducci wysunęła pogląd, iż artefakt jest w rzeczywistości XIX-wiecznym fałszerstwem. Sprawa autentyczności fibuli stała się przedmiotem debaty i nie została przez naukowców jednoznacznie rozstrzygnięta. Przeprowadzone w 2011 roku przez Edilberta Formigli i Danielę Ferro badania przy pomocy elektronowego mikroskopu skaningowego zdają się jednak potwierdzać starożytną atrybucję artefaktu.
Zabytek ma 10,7 cm długości. Na jego powierzchni wyryta jest pisana archaiczną łaciną inskrypcja, czytana od prawej do lewej. Jej tekst głosi:

MANIOS MED FHE FHAKED NUMASIOI
w klasycznej łacinie:
Manius me fecit Numerio
co w tłumaczeniu znaczy:
Maniusz wykonał mnie dla Numeriusza